# Ora ti canto il mare
Ora ti canto il mare è un singolo del gruppo musicale italiano Negramaro, pubblicato il 10 settembre 2021 come terzo estratto dalla riedizione dell'ottavo album in studio Contatto.

## Descrizione
Il brano è uno dei primi in Italia disponibili anche in Audio Spaziale con Dolby Atmos su Apple Music.

## Accoglienza
Radio Italia lo descrive come un brano "tutto da ballare".

## Video musicale
Il video, diretto da Trilathera, è stato pubblicato in concomitanza dell'uscita del singolo attraverso il canale YouTube del gruppo. Il video ha visto la partecipazione della band assieme alla prima ballerina del Teatro alla Scala Nicoletta Manni.

## Tracce
Testi e musiche di Giuliano Sangiorgi e Andrea Mariano.
1. Ora ti canto il mare – 3:14